# Шейко Микола Іванович
Микола Іванович Шейко – український медіаменеджер, директор «Видавництва Старого Лева», у минулому – медіа-менеджер часопису та видавництва «Критика», гендиректор видавничого дому «Галицькі контракти» та гендиректор «Українського тижня».

## Життєпис
Народився 3 грудня 1958 у селі Годовиця (Пустомитівський район, Львівська область).